# 硫酸铁铵
硫酸铁铵，又称铁明矾，化学式為NH4Fe(SO4)2·12H2O，是一種复盐，属于矾类。它看起来是淡紫色的八面体晶体。关于晶体颜色的来源已有一些讨论，有人将其归因于化合物中的杂质，也有人则声称是晶体本身的特性。
硫酸铁铵有顺磁性和酸性，且对微生物有毒性。它是一种弱氧化剂，能被还原为莫尔盐。

## 制备
硫酸铁铵可以通过从硫酸铁和硫酸铵溶液中结晶来制备。通过加入硫酸和硝酸，硫酸亚铁中的亚铁离子被氧化成硫酸铁。向溶液中加入硫酸铵时，会产生硫酸铁铵晶体沉淀。以下方程式忽略了结晶水。
氧化：6 FeSO4 + 2 HNO3 + 3 H2SO4 = 3 Fe2(SO4)3 + 2 NO + 4 H2O
化合：Fe2(SO4)3 + (NH4)2SO4 = 2 NH4Fe(SO4)2

## 用途
硫酸铁铵可用于废水处理、皮革鞣制、染料生产以及作为电子元件生产中的蚀刻剂。它已被广泛应用于绝热制冷设备 、生化分析和有机合成等。

## 圖集

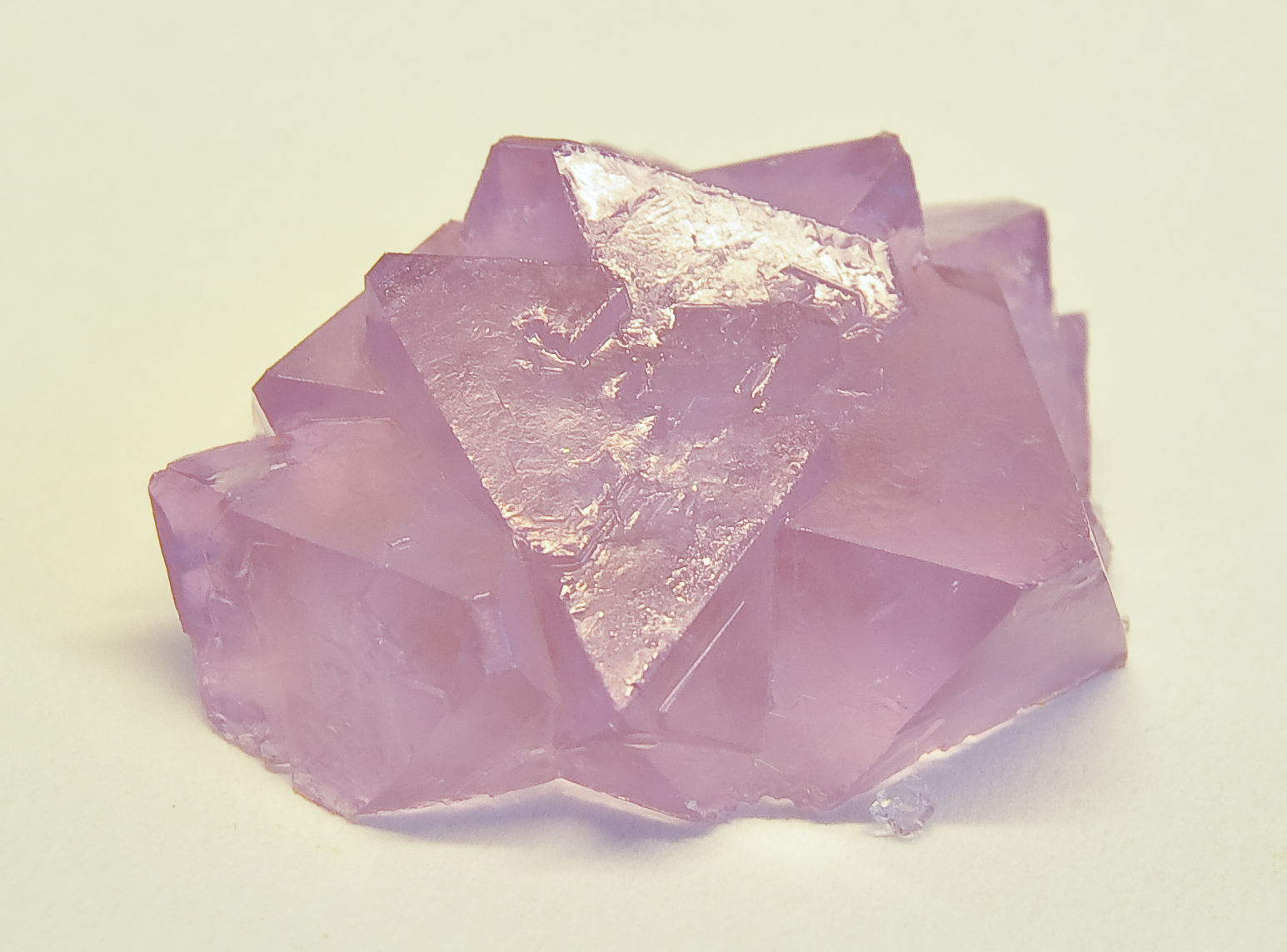
硫酸铁铵晶体
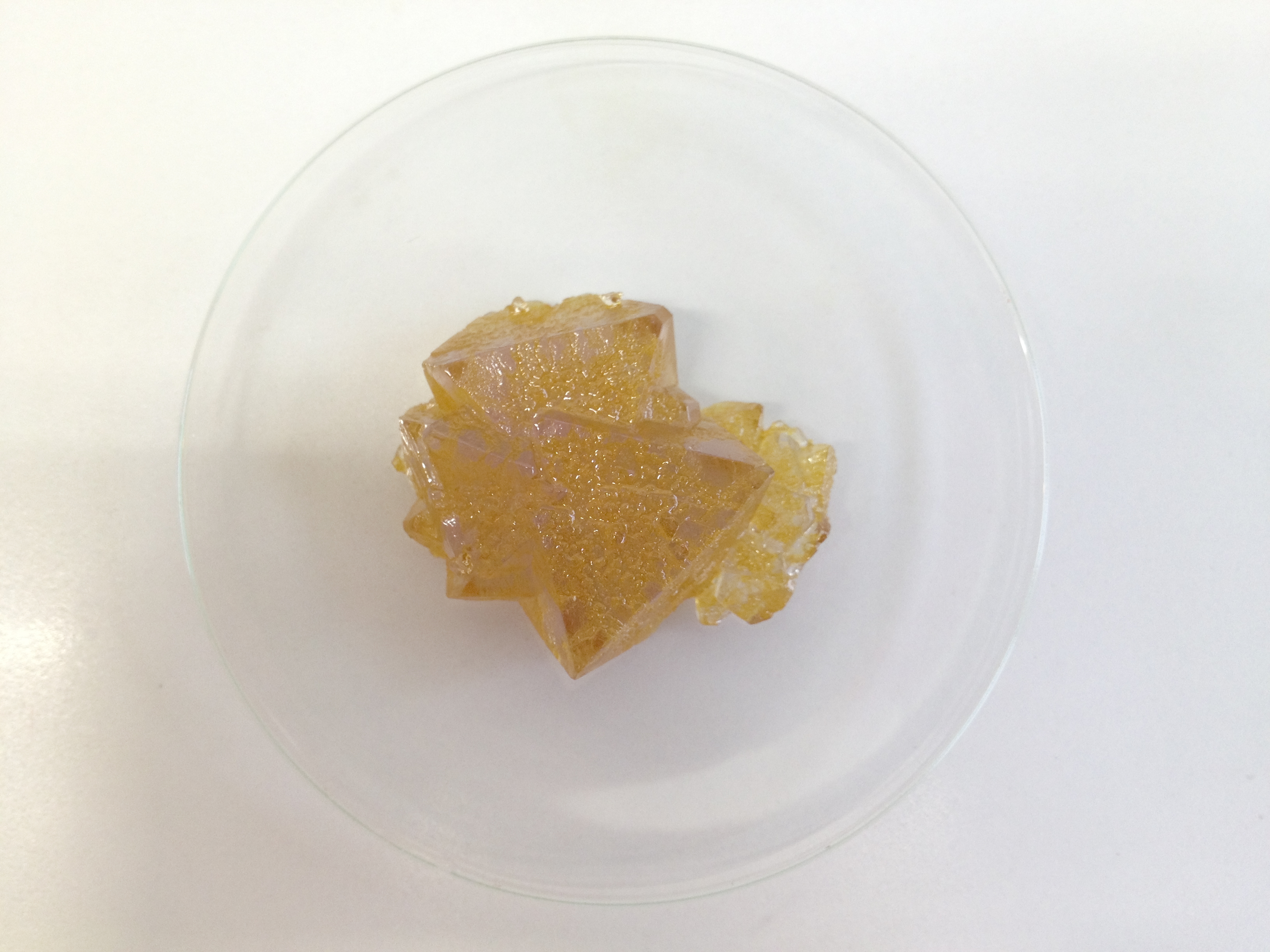
放在空气中16天后的硫酸铁铵晶体